# Hypsiboas
Genre
Synonymes
- Auletris Wagler, 1830
- Lobipes Fitzinger, 1843
- Hypsipsophus Fitzinger, 1843
- Phyllobius Fitzinger, 1843 nec Schoenherr, 1824
- Centrotelma Burmeister, 1856
- Hylomedusa Burmeister, 1856
- Cinclidium Cope, 1867 nec Blyth, 1842
- Cophomantis Peters, 1870
- Cincliscopus Cope, 1871 "1870"

Hypsiboas est un genre d'amphibiens de la famille des Hylidae.

## Répartition
Les 91 espèces de ce genre se rencontrent en Amérique centrale et en Amérique du Sud.

## Liste des espèces
Selon Amphibian Species of the World (22 mars 2016) :
- Hypsiboas aguilari Lehr, Faivovich & Jungfer, 2010
- Hypsiboas albomarginatus (Spix, 1824)
- Hypsiboas alboniger (Nieden, 1923)
- Hypsiboas albopunctatus (Spix, 1824)
- Hypsiboas alemani (Rivero, 1964)
- Hypsiboas alfaroi Caminer & Ron, 2014
- Hypsiboas almendarizae Caminer & Ron, 2014
- Hypsiboas atlanticus (Caramaschi & Velosa, 1996)
- Hypsiboas balzani (Boulenger, 1898)
- Hypsiboas bandeirantes Caramaschi & Cruz, 2013
- Hypsiboas beckeri (Caramaschi & Cruz, 2004)
- Hypsiboas benitezi (Rivero, 1961)
- Hypsiboas bischoffi (Boulenger, 1887)
- Hypsiboas boans (Linnaeus, 1758)
- Hypsiboas botumirim Caramaschi, Cruz & Nascimento, 2009
- Hypsiboas buriti (Caramaschi & Cruz, 1999)
- Hypsiboas caingua (Carrizo, 1991)
- Hypsiboas caipora Antunes, Faivovich & Haddad, 2008
- Hypsiboas calcaratus (Troschel, 1848)
- Hypsiboas callipleura (Boulenger, 1902)
- Hypsiboas cinerascens (Spix, 1824)
- Hypsiboas cipoensis (Lutz, 1968)
- Hypsiboas cordobae (Barrio, 1965)
- Hypsiboas crepitans (Wied-Neuwied, 1824)
- Hypsiboas curupi Garcia, Faivovich & Haddad, 2007
- Hypsiboas cymbalum (Bokermann, 1963)
- Hypsiboas dentei (Bokermann, 1967)
- Hypsiboas diabolicus Fouquet, Martinez, Zeidler, Courtois, Gaucher, Blanc, Lima, Souza, Rodrigues & Kok, 2016
- Hypsiboas ericae (Caramaschi & Cruz, 2000)
- Hypsiboas exastis (Caramaschi & Rodrigues, 2003)
- Hypsiboas faber (Wied-Neuwied, 1821)
- Hypsiboas fasciatus (Günther, 1858)
- Hypsiboas freicanecae (Carnaval & Peixoto, 2004)
- Hypsiboas fuentei (Goin & Goin, 1968)
- Hypsiboas geographicus (Spix, 1824)
- Hypsiboas gladiator Köhler, Koscinski, Padial, Chaparro, Handford, Lougheed & De la Riva, 2010
- Hypsiboas goianus (Lutz, 1968)
- Hypsiboas guentheri (Boulenger, 1886)
- Hypsiboas heilprini (Noble, 1923)
- Hypsiboas hobbsi (Cochran & Goin, 1970)
- Hypsiboas hutchinsi (Pyburn & Hall, 1984)
- Hypsiboas jaguariaivensis Caramaschi, Cruz & Segalla, 2010
- Hypsiboas jimenezi Señaris & Ayarzagüena, 2006
- Hypsiboas joaquini (Lutz, 1968)
- Hypsiboas lanciformis Cope, 1871
- Hypsiboas latistriatus (Caramaschi & Cruz, 2004)
- Hypsiboas lemai (Rivero, 1972)
- Hypsiboas leptolineatus (Braun & Braun, 1977)
- Hypsiboas leucocheilus (Caramaschi & Niemeyer, 2003)
- Hypsiboas liliae Kok, 2006
- Hypsiboas lundii (Burmeister, 1856)
- Hypsiboas maculateralis Caminer & Ron, 2014
- Hypsiboas marginatus (Boulenger, 1887)
- Hypsiboas marianitae (Carrizo, 1992)
- Hypsiboas melanopleura (Boulenger, 1912)
- Hypsiboas microderma (Pyburn, 1977)
- Hypsiboas multifasciatus (Günther, 1859)
- Hypsiboas nympha Faivovich, Moravec, Cisneros-Heredia & Köhler, 2006
- Hypsiboas ornatissimus (Noble, 1923)
- Hypsiboas palaestes (Duellman, De la Riva & Wild, 1997)
- Hypsiboas paranaiba Carvalho & Giaretta, 2010
- Hypsiboas pardalis (Spix, 1824)
- Hypsiboas pellucens (Werner, 1901)
- Hypsiboas phaeopleura (Caramaschi & Cruz, 2000)
- Hypsiboas picturatus (Boulenger, 1899)
- Hypsiboas poaju Garcia, Peixoto & Haddad, 2008
- Hypsiboas polytaenius (Cope, 1870)
- Hypsiboas pombali (Caramaschi, Pimenta & Feio, 2004)
- Hypsiboas prasinus (Burmeister, 1856)
- Hypsiboas pugnax (Schmidt, 1857)
- Hypsiboas pulchellus (Duméril & Bibron, 1841)
- Hypsiboas pulidoi (Rivero, 1968)
- Hypsiboas punctatus (Schneider, 1799)
- Hypsiboas raniceps Cope, 1862
- Hypsiboas rhythmicus (Señaris & Ayarzagüena, 2002)
- Hypsiboas riojanus (Koslowsky, 1895)
- Hypsiboas roraima (Duellman & Hoogmoed, 1992)
- Hypsiboas rosenbergi (Boulenger, 1898)
- Hypsiboas rubracylus (Cochran & Goin, 1970)
- Hypsiboas rufitelus (Fouquette, 1961)
- Hypsiboas secedens (Lutz, 1963)
- Hypsiboas semiguttatus (Lutz, 1925)
- Hypsiboas semilineatus (Spix, 1824)
- Hypsiboas sibleszi (Rivero, 1972)
- Hypsiboas steinbachi (Boulenger, 1905)
- Hypsiboas stellae Kwet, 2008
- Hypsiboas stenocephalus (Caramaschi & Cruz, 1999)
- Hypsiboas tepuianus Barrio-Amorós & Brewer-Carias, 2008
- Hypsiboas tetete Caminer & Ron, 2014
- Hypsiboas varelae (Carrizo, 1992)
- Hypsiboas wavrini (Parker, 1936)

Incertae Sedis, deux espèces placées dans Hypsiboas sur la base de descriptions très anciennes en l'absence de spécimen :
- Hyla palliata Cope, 1863
- Hypsiboas hypselops Cope, 1871

## Publication originale
- Wagler, 1830 : Natürliches System der Amphibien : mit vorangehender Classification der Säugethiere und Vögel : ein Beitrag zur vergleichenden Zoologie. München p. 1-354 (texte intégral).